# Farvegåseurt
Farvegåseurt (Anthemis tinctoria), også skrevet Farve-Gåseurt, er en 30-50 cm høj urt, der findes på agerjord, skrænter og i grusgrave.

## Beskrivelse
Farvegåseurt er en flerårig urt eller (sjældnere) en toårig plante med en opret, busket vækst. Stænglerne er runde i tværsnit, forgrenede foroven og tæt besat med fine, hvide hår. Bladene sidder spredt, og de er enkelt eller dobbelt fjersnitdelte med hel eller groft takket rand. Oversiden er grågrøn, mens undersiden er hvidlig med tæt behåring.
Blomstringen sker i juni-september, hvor de endestillede kurve er meget iøjnefaldende. Skivekronerne er rørformede og gule, mens randkronerne er tungeformede og gule. Af og til kan randkroner mangle helt. Frugterne er nødder med en lille krave.
Rodnettet består af en lodret, forholdsvis spinkel pælerod, der dog når dybt ned, og som bærer spinkle siderødder.
Højde x bredde og årlig tilvækst: 0,40 x 0,25 m (40 x 25 cm/år). Disse mål kan fx bruges til beregning af planteafstande, når arten anvendes som kulturplante.

## Voksested
Arten hører hjemme på varme, ret tørre og veldrænede, lysåbne eller svagt skyggede steder med kalkrig, gruset jordbund: staudesamfund langs skovkanter, ruderater, vejskråninger, opgivne marker osv.
Farvegåseurt vokser vildt i Danmark, men  er indslæbt eller indført og er ikke naturligt hjemmehørende her i landet.
I Dyjí-dalen i det sydvestlige Mähren mellem byerne Znojmo og Vranov nad Dyjí, dvs. tæt på grænsen til Østrig, vokser arten sammen med bl.a. aksrapunsel, alm. fjergræs, merian, tjærenellike, vintergæk, bakkemysike, bakkestar, blodrød storkenæb, bølgekronet storkenæb, engsalvie, fladkravet kodriver, Gagea bohemica (en guldstjerne-art), grenet edderkopurt, gul løg, gul skabiose, guldhårasters, hvid diktam, hvid staudeklematis, håret flitteraks, korsensian, mørk kongelys, nikkende kobjælde, pilealant, pilebladet tusindstråle, rank potentil, rørgræs, skærmokseøje, smalbladet klokke, sommeranemone, stor knopurt, tidlig timian, virgilasters, vårfladbælg, ædel røllike og ædelkortlæbe

## Sorter
- Anthemis tinctoria 'Kelwayi' med op til 5 brede kurve.
- Anthemis tinctoria var. Discoidea med hvide randkroner.

## Anvendelse
Arten (og sorter og varianter af den) kan bruges som haveplanter i stenbede, krukker, kummer og i steppebede. Desuden kan planten bruges til farvning af uldgarn, fordi den indeholder et kraftigt, gult farvestof.
| Portal | Portal:Botanik |

## Note
1. ↑  Gåseurt  Petersen, Grethe B.; Hansen, Hans V.; i Lex på lex.dk Den Store Danske. Hentet 27. november 2024 fra
2. ↑  Milan Chytrý, Vít Grulich og Vladimír Antonín: Podyjí National Park. Botanical Excursion Guide (engelsk)